# بوی کیل بوی
بوی کیل بوی (به انگلیسی: Boy Kill Boy) نام یک گروه موسیقی ایندی راک بریتانیایی است که در سال ۲۰۰۴ در لندن شکل گرفت. این گروه در سال ۲۰۰۶ در ایالات متحده به شهرت رسید. سبک کار این گروه به کایزر چیفز و دی ریکز شباهت دارد و از د کیور و دپش مد تأثیر گرفته‌است.